# Marius Lindvik
Marius Lindvik (27 giugno 1998) è un saltatore con gli sci norvegese, campione olimpico nel trampolino lungo a Pechino 2022.

## Biografia
Lindvik, attivo in gare FIS dal dicembre del 2014, in Coppa del Mondo ha esordito il 5 dicembre 2015 a Lillehammer (32°), ha ottenuto il primo podio il 27 gennaio 2018 a Zakopane (3°) e la prima vittoria il 9 marzo 2019 a Oslo Holmenkollen. Ai Mondiali di Oberstdorf 2021, sua prima presenza iridata, si è classificato 14º nel trampolino normale, 6º nel trampolino lungo e 6º nella gara a squadre; l'anno dopo ai XXIV Giochi olimpici invernali di Pechino 2022, suo esordio olimpico, ha vinto la medaglia d'oro nel trampolino lungo e si è classificato 7º nel trampolino normale, 4º nella gara a squadre e 8º nella gara a squadre mista. Ai Mondiali di volo di Vikersund 2022 ha vinto la medaglia d'oro nella gara individuale e quella di bronzo nella gara a squadre e ai Mondiali di Planica 2023 ha vinto la medaglia d'argento nella gara a squadre ed è stato 22º nel trampolino normale e 19º nel trampolino lungo; ai Mondiali di volo di Tauplitz 2024 si è classificato 13º nella gara individuale e 4º in quella a squadre. Ai Mondiali di Trondheim 2025 ha vinto la medaglia d'oro nel trampolino normale e nella gara a squadre mista, quella di bronzo nella gara a squadre e si è piazzato 29º nel trampolino lungo.

## Palmarès

### Olimpiadi
- 1 medaglia:
  - 1 oro (trampolino lungo a Pechino 2022)

### Mondiali
- 4 medaglie:
  - 2 ori (trampolino normale, gara a squadre mista a Trondheim 2025)
  - 1 argento (gara a squadre a Planica 2023)
  - 1 bronzo (gara a squadre a Trondheim 2025)

### Mondiali di volo
- 2 medaglie:
  - 1 oro (individuale a Vikersund 2022)
  - 1 bronzo (gara a squadre a Vikersund 2022)

### Mondiali juniores
- 4 medaglie:
  - 2 ori (trampolino normale, gara a squadre mista a Kandersteg-Goms 2018)
  - 1 argento (gara a squadre a Râșnov 2016)
  - 1 bronzo (gara a squadre a Kandersteg-Goms 2018)

### Coppa del Mondo
- Miglior piazzamento in classifica generale: 3º nel 2022
- 39 podi (24 individuali, 15 a squadre):
  - 13 vittorie (8 individuali, 5 a squadre)
  - 11 secondi posti (6 individuali, 5 a squadre)
  - 15 terzi posti (10 individuali, 5 a squadre)

#### Coppa del Mondo - vittorie
| Data            | Località               | Nazione   | Trampolino                                                                                       |
| --------------- | ---------------------- | --------- | ------------------------------------------------------------------------------------------------ |
| 9 marzo 2019    | Oslo Holmenkollen      | Norvegia  | Holmenkollen HS134 (con Johann André Forfang, Robin Pedersen e Robert Johansson)                 |
| 1º gennaio 2020 | Garmisch-Partenkirchen | Germania  | Große Olympiaschanze HS142                                                                       |
| 4 gennaio 2020  | Innsbruck              | Austria   | Bergisel HS130                                                                                   |
| 7 marzo 2020    | Oslo Holmenkollen      | Norvegia  | Holmenkollen HS134 (con Johann André Forfang, Robert Johansson e Daniel-André Tande)             |
| 17 gennaio 2021 | Zakopane               | Polonia   | Wielka Krokiew HS140                                                                             |
| 23 gennaio 2021 | Lahti                  | Finlandia | Salpausselkä HS130 (con Daniel-André Tande, Robert Johansson e Halvor Egner Granerud)            |
| 8 gennaio 2022  | Bischofshofen          | Austria   | Paul Ausserleitner HS142                                                                         |
| 16 gennaio 2022 | Zakopane               | Polonia   | Wielka Krokiew HS140                                                                             |
| 30 gennaio 2022 | Willingen              | Germania  | Mühlenkopf HS145                                                                                 |
| 5 marzo 2022    | Oslo Holmenkollen      | Norvegia  | Holmenkollen HS134                                                                               |
| 27 marzo 2022   | Planica                | Slovenia  | Letalnica HS240                                                                                  |
| 3 febbraio 2023 | Willingen              | Germania  | Mühlenkopf HS147 (con Anna Odine Strøm, Silje Opseth e Halvor Egner Granerud)                    |
| 2 marzo 2024    | Lahti                  | Finlandia | Salpausselkä HS130 (con Johann André Forfang, Halvor Egner Granerud e Kristoffer Eriksen Sundal) |

#### Torneo dei quattro trampolini
- 6 podi di tappa[2]:
  - 2 vittorie
  - 2 secondi posti
  - 2 terzi posti